# Cei 300 de spartani
Cei 300 de spartani (în engleză The 300 Spartans) este un film american CinemaScope epic istoric dramatic de război din 1962 regizat de Rudolph Maté după un scenariu de George St. George despre Bătălia de la Termopile din 480 î.Hr. Filmul a fost produs de George St. George și Rudolph Maté. Realizat cu sprijinul guvernului grec și al armatei elene, a fost filmat în satul Perachora din Peloponez. Titlul de lucru a fost Leul Spartei (Lion of Sparta).. În rolurile principale au interpretat actorii Richard Egan ca regele spartan Leonidas și Ralph Richardson ca Temistocle din Atena, cu Diane Baker ca Ellas și Barry Coe ca Phyllon care au oferit partea romantică a filmului.
A fost produs și distribuit de studiourile 20th Century Fox și a avut premiera la 29 august 1962. Coloana sonoră a fost compusă de Manos Hadjidakis. Cheltuielile de producție s-au ridicat la 500.000£ . Când a fost lansat în 1962, criticii au considerat filmul ca pe un comentariu la Războiul Rece, referindu-se la statele grecești independente ca „singura cetate a libertății care a rămas în lumea cunoscută de atunci”, rezistând „imperiului de sclavi” al Persiei.

## Rezumat
480 î.Hr. Regele persan Xerxes aduce în Grecia o armată uriașă, ca să răzbune înfrângerea tatălui său, Darius I, în Bătălia de la Maraton. Armata este spionată de soldatul spartan Agathon, care este prins și condamnat la moarte, dar Xerxes dă poruncă să fie lăsat să plece, că să pună grecilor ceea ce a văzut, la o reuniune a conducătorilor greci din Corint, cu scopul de a-i intimida. La această întâlnire, Temistocle cere unirea tuturor statelor grecești împotriva perșilor, dar nimeni nu vrea să participe fără Sparta în frunte. Atena, prin Temistocle, predă comanda sa navală Spartei, iar regele Spartei, Leonidas, promite că va aduce armata sa și va ataca primul. Cu toate acestea, spartanii rămân acasă pentru un festival religios, astfel că Leonidas este nevoit să plece doar cu garda sa personală, de 300 de spartani, în așteptarea grosului armatei. El îl alungă pe tânărul Phyllon deoarece tatăl său, Grill Agathon, a fost văzut la ieșirea din tabăra persană de Agathon (Agathon însuși îi spune lui Phyllon în persoană că întâlnirea a avut loc când el, Agathon, a fost torturat de perși). Phyllon, împreună cu logodnica sa Ella însă se duc Termopile, urmărind garda, ca să se alăture lui Leonidas. Pe drum, Ella se îmbolnăvește și se opresc la o familie de ciobanii în munți, aproape de Termopile. Bătrânul păstor îi spune lui Phyllon că prin munți există o potecă veche pentru capre, prin care barbarii pot ajunge în spatele grecilor. Conversația bătrânului cu Phyllon este auzită de Efialt, care locuiește cu bătrânii. Lui Leonidas i se alătură 700 de tespieni.
Xerxes respinge oferta lui Hydarnes de a trimite cavaleria să ocupe Termopile și așteaptă până când întreaga armată greacă se adună acolo pentru a o distruge. Este adus corpul fratelui său, care a fost ucis de spartani, împreună cu restul cercetașilor persani. Furios, Xerxes, ordonă ca dimineața următoare să înceapă lupta. Seara, 30 spartani, conduși de Leonidas însuși, fac un raid în tabăra persană; acestora li se alătură în secret și Phyllon. Spartanii intră în cortul regelui, dar Xerxes nu este acolo - s-a dus la iubita sa Artemisia, regina Halicarnasului. În timpul acestui raid, tatăl lui Ellas, Pentheus, este rănit, dar Phyllon și Leonidas îl salvează și îl duc înapoi în tabăra spartană. Leonidas îl iartă pe Phyllon și, între timp, primește vestea că armata greacă nu îi va veni în ajutor. El decide totuși să rămână și să apere trecătoarea.
Dimineața, perșii încep un atac, în spatele rândurilor infanteriei se apropie în secret de cavalerie, care atacă brusc spartanii. Cu toate acestea, Leonidas își dă seama de planul lui Xerxes, prima linie de spartani se culcă la pământ ca să treacă cavaleria și, împărțindu-se în două, prima linie o atacă din spate, prinzând cavaleria în capcană între prima și a doua linie. Persanii sunt puși pe fugă. În negocierile cu generalul Hydarnes, Leonidas refuză să se predea în schimbul milei. Spartanii au respins apoi atacul carelor persane, cu arcași și prăștieri. La sfatul lui Hydarnes, Xerxes își trimite garda personală în luptă - formidabilii Nemuritori. Dar cad în capcana lui Leonid. Phyllon, prefăcându-se că a fost ucis, dă foc fânului uscat, tăindu-le calea persanilor, cu toate că este rănit la prima sa încercare de a foc fânului mai devreme. Spartanii își aruncă în foc adversarilor. La sfatul Artemisiei, Xerxes ordonă armatei să se retragă în Persia. Dar apoi Hydarnes apoi cu Efialtes din Trachis, care își oferă serviciile regelui. Xerxes îl trimite pe Hydarnes cu "nemuritorii" în spatele greci, iar el decide în dimineața următoare să atace din față. Fiind avertizat despre acest lucru de Ellas, Leonidas trimite prin Phyllon și Ellas ordinul ca restul detașamentelor să se retragă (doar tespienii rămân) și ca Temistocle să plece cu navele. Dându-și seama că Termopile va cădea, Leonidas dimineața îi conduce pe spartani într-un atac cca să-l ucidă pe Xerxes, dar Leonidas este ucis. Spartanii îi duc corpul înapoi, dar retragerea este oprită de Hydarnes, care i-a distrus pe tespieni. Spartanii curajoși refuză mila lui Xerxes în schimbul trupului lui Leonidas și mor sub o ploaie de săgeți persane.
După aceasta, naratorul afirmă că Bătălia de la Salamina și Bătălia de la Plateea au pus capăt invaziei persane și că grecii nu ar fi putut fi organizați și să fie învingători fără timpul suplimentar acordat de sacrificiul celor 300 de spartani care au sfidat tirania lui Xerxes la Termopile. Una dintre imaginile finale ale filmului este memorialul de piatră cu epitaful lui Simonides din Ceos, pe care naratorul o recită în cinstea vitejiei celor 300 spartani de uciși:
Străine ce treci pe aici, te du și vestește la Sparta:
Morți noi zacem după ce legilor ei ne-am supus.
Apoi filmul se termină cu: „...Dar a fost mai mult decât o victorie pentru Grecia, a fost un exemplu mișcător pentru
popoarele libere din întreaga lume de ceea ce, o mână de oameni curajoși, pot reuși odată ce refuză să se supună tiraniei.”

## Distribuție
- Richard Egan - Regele Leonidas al Spartei
- Ralph Richardson - Temistocle din Atena
- Diane Baker - Ellas, fiica lui Pentheus
- Barry Coe - Phyllon, spartan îndrăgostit de Ellas
- David Farrar - Regele Xerxes cel Mare al Persiei
- Donald Houston - generalul  Hydarnes, conducătorul Nemuritorilor Persani - garda personală a lui Xerxes
- Anna Synodinou - Gorgo, Regină a Spartei
- Kieron Moore - Efialtes din Trachis, țăran și trădător grec
- John Crawford - Agathon, spion și soldat spartan
- Robert Brown - Pentheus, al doilea comandant al lui Leonidas
- Laurence Naismith - un delegat grec
- Anne Wakefield -  Artemisia, Regina Halicarnasului
- Ivan Triesault - Demaratus, fost rege exilat al Spartei
- Charles Fernley Fawcett - Megistias, preot spartan
- Michalis Nikolinakos - Myron, un spartan
- Sandro Giglio - Xenathon, un efor[7] spartan
- Dimos Starenios - Samos, un păstor de capre
- Anna Raftopoulou - Toris, soția lui Samos
- Yorgos Moutsios -  Demophilus, conducător al celor din Thespiae (Tespie)
- Nikos Papakonstantinou - Grellas, un spartan în tabăra lui Xerxes
- John G. Contes - Artovadus, general persan
- Marietta Flemotomos - o grecoaică
- Kostas Baladimas -  Mardonius, general persan
- Zannino - cetățean atenian, general persan

## Producție și primire
Scenele de luptă au fost filmate în jurul Lagunei Vouliagmenis (la nord de Loutraki și Canalul Corint și la vest de satul Perachora; la nord-vest de Atena) - a nu se confunda cu mult mai micul lac Vouliagmeni, spre sud de Atena.
Ministerul grec al apărării a fost de acord să pună la dispoziția producătorilor până la 5.000 de membri ai armatei elene pentru un cost negociat anterior. Cu toate acestea, constrângerile bugetare ale filmului au redus numărul la două batalioane (aproximativ 1.100 de oameni).  Cele mai mari scene cu mulți soldați, cele de la început ale armatei persane care intră în Grecia, au folosit mulți dintre acești soldați, împreună cu un total combinat de câteva sute de figuranți civili, cai, vite, căruțe cu boi și care.  Pentru scenele mai extinse ale bătăliei, un batalion a fost folosit atât pentru a juca pe greci (aproximativ 450 de soldați în plus), cât și pe persani (aproximativ 650 de soldați).
În 1970, în ciuda conotațiilor atribuite Războiului Rece, filmul a fost dublat în limba rusă și prezentat în Uniunea Sovietică ca Триста спартанцев (300 спартанцев). Filmul s-a dovedit a fi foarte popular, cu 27,1 milioane de spectatori în total.
Impresionat de film, Frank Miller a creat un roman grafic despre cei 300 spartani, acesta a fost filmat în 2007 de către Zack Snyder și a avut o continuare în 2014 (vezi mai jos). Filmul din 1962 este mult mai istoric și mai realistic decât filmul din 2007.